# The Beekeeper (filme)
The Beekeeper (bra: Beekeeper: Rede de Vingança; prt: Beekeeper - O Protetor) é um filme de ação e suspense de 2024 dirigido por David Ayer, escrito por Kurt Wimmer e estrelado por Jason Statham, Emmy Raver-Lampman, Josh Hutcherson, Bobby Naderi, Minnie Driver, Phylicia Rashad e Jeremy Irons.

## Sinopse
Adam Clay vive quietamente na parte rural de Massachusetts trabalhando como apicultor no celeiro de uma professora aposentada. Um dia a professora cai em um golpe de phishing e perde todo o seu dinheiro, incluindo US$2 milhões que ela usava em uma organização de caridade, e deprimida comete suicídio. Revoltado, Clay vai usar sua experiência como agente especial de uma organização clandestina chamada Beekeepers para se vingar dos responsáveis.

## Elenco
- Jason Statham - Adam Clay[5]
- Emmy Raver-Lampman -  Agente Verona Parker
- Josh Hutcherson  - Derek Danforth[10]
- Jeremy Irons  - Wallace Westwyld[10]
- Jemma Redgrave  - Presidente Danforth
- Minnie Driver  - Diretor Howard[5]
- Phylicia Rashad  - Eloise Parker[5]
- Bobby Naderi  - Agente Matt Wiley[10]
- Enzo Cilenti  - Rico Anzalone
- Don Gilet  - Diretor Prigg
- David Witts  - Mickey Garnett
- Taylor James - Lazarus
- Michael Epp - Pettis
- Megan Lee - Anisette
- Dan Li  - Agente Kim
- Sophia Feliciano - Kelly Krane

## Recepção
No site agregador de críticas Rotten Tomatoes, 71% das 169 resenhas dos críticos são positivas, com uma classificação média de 5,9/10. O consenso do site diz: "Alegremente pouco exigente e agradavelmente retrógrado, The Beekeeper prova que quando se trata de fazer justiça em um thriller de ação, Statham mantém sua ferroada." O Metacritic, que usa uma média ponderada, atribuiu ao filme uma pontuação de 54 em 100, baseado em 37 críticos, indicando críticas "mistas ou médias". O público pesquisado pelo CinemaScore deu ao filme uma nota média de "B+" (em uma escala de A+ a F), enquanto os entrevistados pelo PostTrak deram ao filme uma pontuação geral positiva de 84%, com 63% dizendo que definitivamente recomendariam o filme.